# 사틴

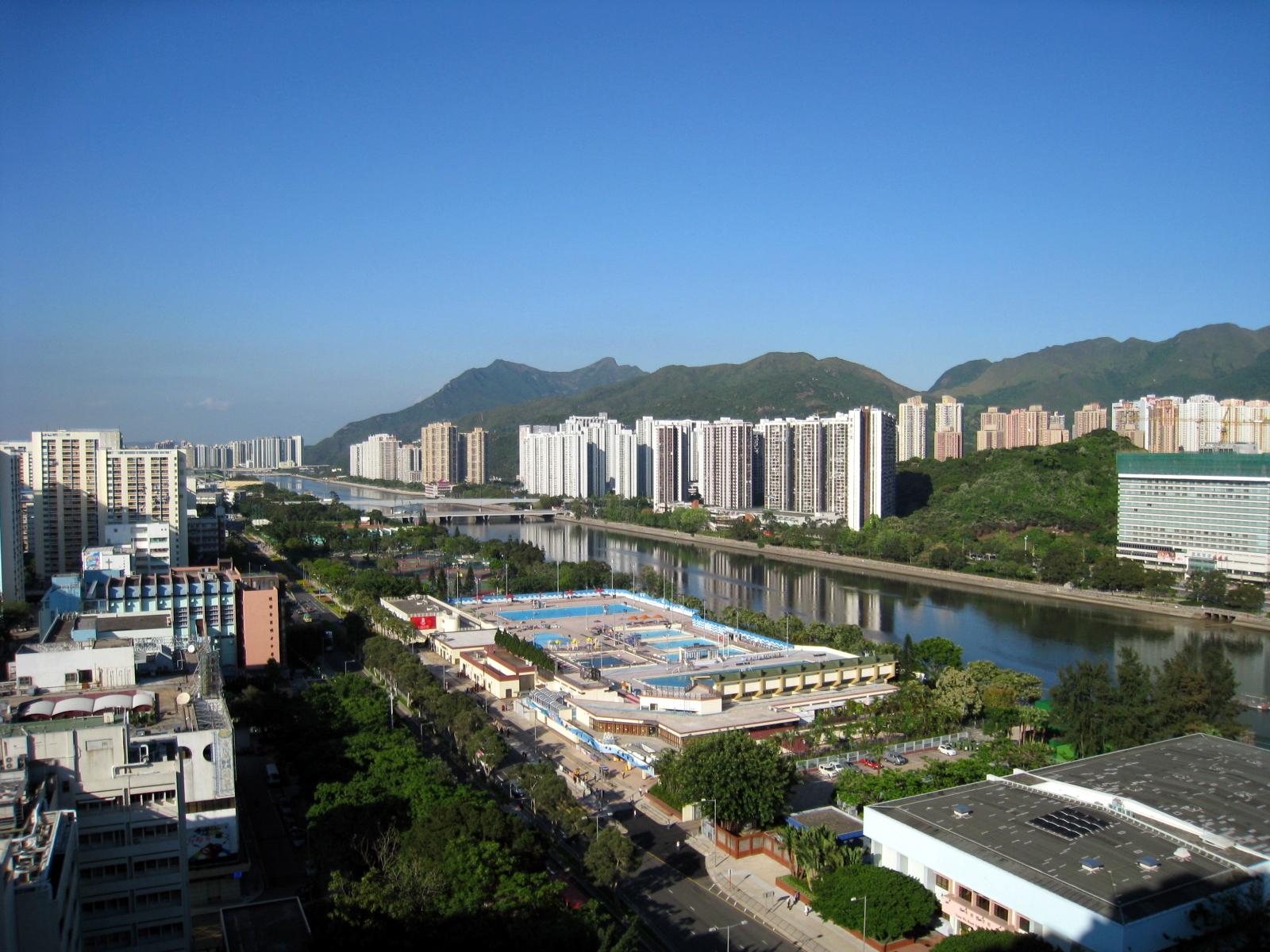
사틴 신시진 전경.

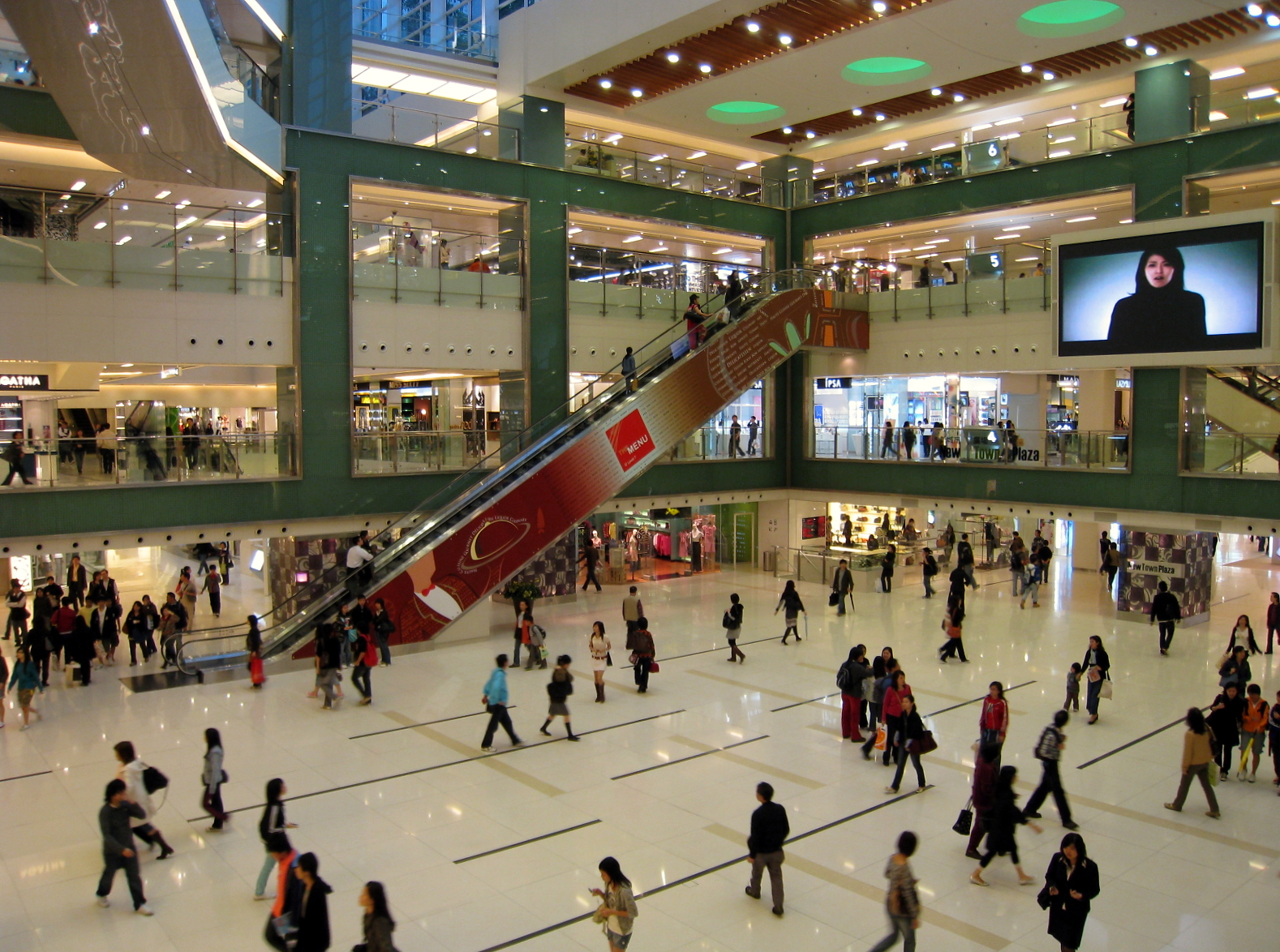
뉴타운 플라자

사틴(沙田, Sha Tin, 보통화: 사톈)은 홍콩 산가이에 있는 주택·상업지구이다. 행정구로서는 홍콩에서 가장 인구가 많은 구인 사틴구에 속한다.
넓은 의미의 사틴은 이 사틴 구 전체를 가리켜, 좁은 의미의 사틴 뿐만 아니라 포탄(火炭), 레이스 코스(馬場), 마리우쉐이(馬料水), 홍콩 중문 대학, 시우렉원(小歷源, 마온산(馬鞍山) 등 넓은 범위를 가리키지만, 여기에서는 한 지구로서의 사틴(좁은 의미의 사톈)에 대해 설명한다.
홍콩의 베드타운이자 위성도시로서의 양상을 나타내고 있다. 홍콩에서 가장 인구가 많지만, 함께 인구가 많은 가우룽의 군통 지구와 비교하면, 소득 수준이 중간 이상인 고소득 주민 비율이 높은 것이 특징이다.
원래는 토로 만(吐露港)에 이어지는 깊은 후미가 있는 농촌, 어촌에 지나지 않았지만, 1970년대, 홍콩 정부가 적극적으로 추진한 신제의 신도시 건설 계획의 일환으로서 후미는 매립되었고, 후미의 일부는 홍콩 최대의 하천 싱문 강으로서 남겨졌으며 나머지는 주위에 고층주택을 지어 지금의 사톈의 거리 형태가 되었다.
사틴에는 모든 정부 기관이 모여 있어 지역의 중심으로서의 역할을 하고 있다. 또 공원, 수영장, 스포츠 시설 등 레저 시설과 문화 시설의 관리 운영을 주관하는 홍콩 정부의 강악급문화사무서(康楽及文化事務署)의 본부가 사틴에 있다. 관광 명소로서 홍콩 문화박물관(香港文化博物館)과 풍차를 돌리면 행운이 온다는 차공묘(車公廟)도 이곳에 있다. 또 뉴타운 플라자(新城市廣場)라는 역과 직접 연결되는 쇼핑몰이 있다.
또 고속도로 1호선의 종점(기점은 홍콩섬), 9호선, 2호선이 만나는 자동차 교통의 요지이기도 하다.
신도시의 양상을 보이고 있는 사톈이지만, 옛 주민도 있고 옛 마을도 아직 점재하고 있다.

## 기후
| Sha Tin (1991–2020)의 기후  | Sha Tin (1991–2020)의 기후 | Sha Tin (1991–2020)의 기후 | Sha Tin (1991–2020)의 기후 | Sha Tin (1991–2020)의 기후 | Sha Tin (1991–2020)의 기후 | Sha Tin (1991–2020)의 기후 | Sha Tin (1991–2020)의 기후 | Sha Tin (1991–2020)의 기후 | Sha Tin (1991–2020)의 기후 | Sha Tin (1991–2020)의 기후 | Sha Tin (1991–2020)의 기후 | Sha Tin (1991–2020)의 기후 | Sha Tin (1991–2020)의 기후 |
| 월                          | 1월                        | 2월                        | 3월                        | 4월                        | 5월                        | 6월                        | 7월                        | 8월                        | 9월                        | 10월                       | 11월                       | 12월                       | 연간                       |
| --------------------------- | -------------------------- | -------------------------- | -------------------------- | -------------------------- | -------------------------- | -------------------------- | -------------------------- | -------------------------- | -------------------------- | -------------------------- | -------------------------- | -------------------------- | -------------------------- |
| 역대 최고 기온 °C (°F)      | 27.6 (81.7)                | 28.6 (83.5)                | 31.8 (89.2)                | 33.0 (91.4)                | 36.6 (97.9)                | 36.4 (97.5)                | 37.5 (99.5)                | 38.1 (100.6)               | 36.5 (97.7)                | 35.1 (95.2)                | 31.8 (89.2)                | 28.9 (84.0)                | 38.1 (100.6)               |
| 일평균 최고 기온 °C (°F)    | 19.2 (66.6)                | 19.9 (67.8)                | 22.1 (71.8)                | 25.8 (78.4)                | 29.1 (84.4)                | 30.8 (87.4)                | 31.9 (89.4)                | 31.9 (89.4)                | 31.0 (87.8)                | 28.5 (83.3)                | 25.0 (77.0)                | 20.9 (69.6)                | 26.3 (79.4)                |
| 일일 평균 기온 °C (°F)      | 15.7 (60.3)                | 16.6 (61.9)                | 19.1 (66.4)                | 22.7 (72.9)                | 26.1 (79.0)                | 28.0 (82.4)                | 28.8 (83.8)                | 28.6 (83.5)                | 27.7 (81.9)                | 25.2 (77.4)                | 21.6 (70.9)                | 17.4 (63.3)                | 23.1 (73.6)                |
| 일평균 최저 기온 °C (°F)    | 12.8 (55.0)                | 14.0 (57.2)                | 16.6 (61.9)                | 20.3 (68.5)                | 23.8 (74.8)                | 25.8 (78.4)                | 26.3 (79.3)                | 26.0 (78.8)                | 25.1 (77.2)                | 22.6 (72.7)                | 18.7 (65.7)                | 14.3 (57.7)                | 20.5 (68.9)                |
| 역대 최저 기온 °C (°F)      | 2.9 (37.2)                 | 4.0 (39.2)                 | 4.4 (39.9)                 | 10.2 (50.4)                | 15.3 (59.5)                | 19.9 (67.8)                | 21.3 (70.3)                | 22.1 (71.8)                | 18.4 (65.1)                | 14.4 (57.9)                | 6.3 (43.3)                 | 4.8 (40.6)                 | 2.9 (37.2)                 |
| 평균 강수량 mm (인치)       | 35.0 (1.38)                | 35.1 (1.38)                | 67.1 (2.64)                | 145.0 (5.71)               | 324.3 (12.77)              | 536.6 (21.13)              | 419.9 (16.53)              | 431.1 (16.97)              | 291.5 (11.48)              | 110.3 (4.34)               | 40.6 (1.60)                | 33.9 (1.33)                | 2,470.4 (97.26)            |
| 평균 상대 습도 (%)          | 73.1                       | 77.3                       | 80.1                       | 81.0                       | 81.4                       | 81.9                       | 80.2                       | 80.4                       | 77.1                       | 71.8                       | 71.4                       | 68.7                       | 77.0                       |
| 출처: Hong Kong Observatory |                            |                            |                            |                            |                            |                            |                            |                            |                            |                            |                            |                            |                            |